# Raymond Field
Raymond Field (ur. 24 maja 1944 w Dublinie) – irlandzki duchowny rzymskokatolicki, w latach 1997–2019 biskup pomocniczy Dublinu.